# Malexanders landskommun
Malexanders landskommun var en tidigare kommun i Östergötlands län.

## Administrativ historik
När 1862 års kommunalförordningar trädde i kraft inrättades i Sverige cirka 2 500 kommuner. Huvuddelen av dessa var landskommuner (baserade på den äldre sockenindelningen), vartill kom 89 städer och åtta köpingar. Då inrättades i Malexanders socken i Göstrings härad i Östergötland denna kommun. 
Vid kommunreformen 1952 uppgick denna  i Södra Göstrings landskommun som 1971 uppgick i Boxholms kommun.

## Politik

### Mandatfördelning i Malexanders landskommun 1938-1946
| 8 | 4 | 8 |

| 20 |

| 8 | 12 |

| 20 |

| 9 | 11 |

| 20 |